# Shaun Stafford
Shaun Stafford, später Shaun Stafford-Beckish (* 13. Dezember 1968), ist eine ehemalige US-amerikanische Tennisspielerin.

## Karriere
1994 erreichte sie das Achtelfinale der French Open im Einzel und das Viertelfinale der Australian Open Doppel. Mit ihrem Landsmann Jack Waite gewann sie 1995 bei den Panamerikanischen Spielen die Goldmedaille im Mixed.
1999 wurde Shaun Stafford in die University of Florida Athletic Hall of Fame aufgenommen.

## Turniersiege

### Einzel
| Nr. | Datum           | Turnier | Kategorie  | Belag     | Finalgegnerin | Ergebnis |
| --- | --------------- | ------- | ---------- | --------- | ------------- | -------- |
| 1.  | 4. Oktober 1992 | Taipeh  | WTA Tier V | Hartplatz | Ann Grossman  | 6:1, 6:3 |

### Doppel
| Nr. | Datum        | Turnier   | Kategorie    | Belag | Partnerin        | Finalgegnerinnen                | Ergebnis       |
| --- | ------------ | --------- | ------------ | ----- | ---------------- | ------------------------------- | -------------- |
| 1.  | 23. Mai 1993 | Straßburg | WTA Tier III | Sand  | Andrea Temesvári | Jill Hetherington Kathy Rinaldi | 6:75, 6:3, 6:4 |